# 卡洛斯·弗伦克
卡洛斯·西尔维斯特雷·弗伦克，CBE，FRS （英語：Carlos Silvestre Frenk，1951年10月27日—），英国理论宇宙学家，生于墨西哥，杜伦大学奥格登基础物理学研究中心和计算宇宙学研究中心奥格登基础物理学教授。他因为在宇宙大尺度结构、冷暗物质、星系形成等天体物理理论作出的巨大贡献而成名。他的主要成就是在1985年和马克·戴维斯、乔治·埃夫斯塔希欧、西蒙·怀特一道证明了宇宙的冷暗物质组成，以及在1997年和胡里奥·纳瓦罗和西蒙·怀特提出的暗物质晕的质量分布（Navarro-Frenk-White Profile)。卡洛斯·弗伦克和马克·戴维斯、乔治·埃夫斯塔希欧、西蒙·怀特被广泛认为是数值宇宙学的开创者，他们四人在2011年因此得到了格鲁贝尔宇宙学奖。弗伦克还是2014年英国皇家天文学会金质奖章的获得者

## 生平
卡洛斯·弗伦克在墨西哥长大。1972年，他进入墨西哥国立自治大学攻读理论物理学，并于四年后以最高成绩毕业，获得学士学位。1976年他进入康桥大学攻读数学硕士学位，并在一年后以荣誉学位毕业。拿到硕士学位后他进入康桥大学天文学研究所，并于1981年在伯纳德·琼斯的指导下获得博士学位。毕业后他前往美国的加州大学柏克莱分校做博士后，并在此地和马克·戴维斯、乔治·埃夫斯塔希欧、西蒙·怀特开始试图建立整个宇宙的模型的工作。他们证明了以中微子为主导的热暗物质宇宙的星系形成模式与观测结果不匹配从而建立起了以冷暗物质为主导的宇宙模型体系。
在加州大学圣塔芭芭拉分校和萨塞克斯大学做完博士后之后，弗伦克于1985年进入英国的杜伦大学，并在1993年成为教授。在此期间，与马克·戴维斯、乔治·埃夫斯塔希欧、西蒙·怀特四人一起在1991年针对没有暗能量的冷暗物质宇宙学模型做了一次修正，正式提出了将宇宙学常数加入冷暗物质宇宙学的方案，这个模型后来演变成了现在宇宙学的主流的ΛCDM模型。同样是在1991年，弗伦克与西蒙·怀特在1978年怀特和芮斯的论文的基础上建立起了现有星系形成和演化模型的标准范式。
弗伦克和怀特的学术巅峰于几年后到来，在1996年和1997年，与亚利桑那大学的胡里奥·纳瓦罗一起，他们证明了几条暗物质晕的质量分布的几个共性，并以此建立起了一个在怀特、芮斯和弗伦克的星系形成理论下可适用于整个可观测宇宙的的暗物质晕的空间质量分布模型，这个模型被称作Navarro-Frenk-White Profile。这两篇总引用数接近13000次的文章给弗伦克带来了很高的名誉。但是，虽然这个模型的出发点是去解决之前冷暗物质模型无法解决的矮星系问题，这个模型也不可避免地带来了星系晕尖点问题，并且对矮星系问题的解释依然无法很合适地匹配观测现象。
弗伦克在2001年成为了杜伦大学的首任奥格登基础物理学教授（目前在任）。在2005年，由弗伦克和西蒙·怀特主导的千禧年模拟析出结果，更进一步的证明了他们的理论在脉冲星、活动星系核等问题上的适用性。他在2000年左右，和肖恩·科尔一道，开始涉及半解析星系模型的构建和大型巡天项目（如2dFGRS）。同样在2005年，肖恩·科尔使用2df巡天所做的数据分析证明了重子声波振荡的存在，从而在2014年与丹尼尔·爱森斯坦以及约翰·皮考克一起获得了邵逸夫天文学奖。
卡洛斯·弗伦克在2011年和马克·戴维斯、乔治·埃夫斯塔希欧、西蒙·怀特一起获得了格鲁贝尔宇宙学奖，并且在2014年独自获得了英国皇家天文学会金质奖章，他在2004年被选为了英国皇家学会院士，如今也是皇家学会的委员会的一员。

## 荣誉
弗伦克的学术生涯非常辉煌，他在学术巅峰期时常年排在全英国物理学家和全世界天体物理学家的论文总被引用数的前五名。于2011年、2014年、2017年他分别获得了宇宙学学界的最高奖格鲁贝尔宇宙学奖、英国皇家天文学会的学术生涯表彰英国皇家天文学会金质奖章以及波恩奖章，以表彰他在数值宇宙学、暗物质宇宙学、暗能量宇宙学和星系形成以及演化上的卓越贡献。